# لیمن (ویسکانسین)
لیمن (به انگلیسی: Leeman) یک منطقهٔ مسکونی در ایالات متحده آمریکا است که در شهرستان اوتاگامی، ویسکانسین واقع شده‌است.